# Tim Aker
Tim Aker, né le 23 mai 1985 à Orsett, est une personnalité politique britannique. Ancien membre du Parti pour l'indépendance du Royaume-Uni, il intègre le Parti du Brexit en février 2019.

## Biographie
Le 22 mai 2014 il est élu député européen britannique sous les couleurs du Parti pour l'indépendance du Royaume-Uni. En octobre 2018, il quitte ce parti, en pleine crise d'identité, pour rejoindre la scission Thurrock Independents (en).

## Carrière politique
Considéré par The Spectator comme l'une des figures les plus reconnaissables de l'UKIP, M. Aker s'est présenté sans succès dans la circonscription de Thurrock lors de l'élection générale de 2015 (bien qu'il ait obtenu près de 32 % des voix et qu'il se soit trouvé à moins de 1 000 voix du candidat vainqueur). Le 20 janvier 2015, Aker a démissionné de son poste de chef de la politique de l'UKIP, une partie de la presse ayant rapporté qu'il avait été licencié pour n'avoir pas terminé le manifeste du parti à temps, ce que le parti a démenti. Nommé porte-parole du gouvernement local par Henry Bolton en octobre 2017, Aker a quitté ce poste après que Bolton a échoué à démissionner de son poste de dirigeant à la suite d'un vote de défiance du Comité exécutif national de l'UKIP.

## Résultats électoraux

### Chambre des communes
| Élection          | Circonscription | Parti | Parti | Voix   | %    | Résultats |
| ----------------- | --------------- | ----- | ----- | ------ | ---- | --------- |
| Générales de 2015 | Thurrock        |       | UKIP  | 15 718 | 31,7 | Échec     |
| Générales de 2017 | Thurrock        |       | UKIP  | 10 112 | 20,1 | Échec     |

### Parlement européen
| Élection            | Circonscription     | Parti | Parti | Voix    | %    | Résultats |
| ------------------- | ------------------- | ----- | ----- | ------- | ---- | --------- |
| Européennes de 2014 | Angleterre de l'Est |       | UKIP  | 542 812 | 34,5 | Élu       |

### Élections locales
| Date              | Conseil                  | District         | Parti | Parti                 | Voix  | %    | Résultats |
| ----------------- | ------------------------ | ---------------- | ----- | --------------------- | ----- | ---- | --------- |
| Partielle de 2014 | Thurrock Borough Council | Aveley & Uplands |       | UKIP                  | 747   | 40,9 | Élu       |
| 2018              | Thurrock Borough Council | Aveley & Uplands |       | Thurrock Independents | 1 307 | 43,2 | Élu       |